# Eupyra
Eupyra is een geslacht van vlinders van de familie spinneruilen (Erebidae), uit de onderfamilie Arctiinae.

## Soorten
- E. affinis Rothschild, 1912
- E. consors Schaus, 1892
- E. disticta Hampson, 1898
- E. distincta Rothschild, 1912
- E. ducalis Maassen, 1890
- E. imperialis Herrich-Schäffer, 1853
- E. psittacus Schaus, 1892
- E. sages Druce, 1895
- E. sarama Dognin, 1891